# آبل سانتاماریا

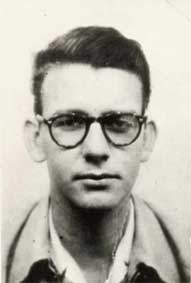
نگاره‌ای از آبل سانتاماریا کوادرادو - ۱۹۵۲

آبل سانتاماریا کواردو یکی از رهبران انقلاب کوبا
بود. متولد ۲۰ اکتبر ۱۹۲۷ در انکروکیجادا، به قتل رسیده ۲۶ ژوئیه ۱۹۵۳ در ساتیاگو روی کوبا. او یک حسابدار در هاوانا و یکی از اولین کسانی بود که به فیدل کاسترو ملحق شد و نایب فرمانده او بود.
آبل در ۲۶ ژوئیه سال ۱۹۵۳ همراه فیدل کاسترو و یارانش به پایگاه مونکادا، دومین پایگاه بزرگ کوبا بعد از کمپ کلمبیا حمله بردند. او و خواهرش آیده سانتاماریا و دکتر مونوث و ملبا ارناندث به بیمارستان روبه‌روی پایگاه حمله بردند و آنجا را تسخیر کردند تا در صورت لزوم مجروحان را به آنجا ببرند، ولی با شکست افراد فیدل، نظامیان پایگاه مونکادا بیمارستان را گرفتند و آبل و آیده و ملبا ارنااندث را دستگیر کرده و به قرارگاه پلیس سانتیاگو بردند. ملبا ارناندث و آیده را به سلولی جداگانه بردند. بعداً گروهبانی وارد آن سلول شد و در حالی که تخم چشم خون آلودی را در دست داشت به آیده گفت: این چشم برادر توست اگر تو هم حرف نزنی آن یکی چشمش را هم درمی‌آوریم. آیده در حالی که برادر خود را از همه کس بیشتر دوست داشت گفت: اگر وقتی داشتید چشم او را درمی‌آوردید چیزی به شما نگفت پس از من هم چیزی عایدتان نمی‌شود. بعداً خبر آوردند که برادرش زیر شکنجه‌ها مرده‌است. دربارهٔ کودکی سانتاماریا اطلاعاتی در دست نیست. فیدل بعدها گفت: ما یکی از بهترین افرادمان (سانتاماریا) را در حمله به مونکادا از دست دادیم.